# Episodi de L'uomo nell'alto castello (prima stagione)
La prima stagione della serie televisiva L'uomo nell'alto castello, composta da 10 episodi, è stata interamente trasmessa dal servizio on demand Amazon Video il 20 novembre 2015.
Il primo episodio era stato trasmesso in precedenza dallo stesso servizio il 15 gennaio 2015; inoltre i primi due erano stati proiettati in anteprima al MCM Comic Con di Londra il 23 ottobre 2015.
In Italia la stagione è stata trasmessa il 14 dicembre 2016 su Amazon Video.
| nº | Titolo originale      | Titolo italiano     | Trasmissione USA | Trasmissione Italia |
| -- | --------------------- | ------------------- | ---------------- | ------------------- |
| 1  | The New World         | Il nuovo mondo      | 15 gennaio 2015  | 14 dicembre 2016    |
| 2  | Sunrise               | L'alba              | 23 ottobre 2015  | 14 dicembre 2016    |
| 3  | The Illustrated Woman | La donna illustrata | 20 novembre 2015 | 14 dicembre 2016    |
| 4  | Revelations           | Rivelazioni         | 20 novembre 2015 | 14 dicembre 2016    |
| 5  | The New Normal        | La nuova normalità  | 20 novembre 2015 | 14 dicembre 2016    |
| 6  | Three Monkeys         | Le tre scimmie      | 20 novembre 2015 | 14 dicembre 2016    |
| 7  | Truth                 | La verità           | 20 novembre 2015 | 14 dicembre 2016    |
| 8  | End of the World      | La fine del mondo   | 20 novembre 2015 | 14 dicembre 2016    |
| 9  | Kindness              | Gentilezza          | 20 novembre 2015 | 14 dicembre 2016    |
| 10 | A Way Out             | Una via di fuga     | 20 novembre 2015 | 14 dicembre 2016    |

## Il nuovo mondo
- Titolo originale: The New World
- Diretto da: David Semel
- Scritto da: Frank Spotnitz

### Trama
La narrazione comincia nel 1962. Vengono seguite le vite di tre persone: Joe Blake, un giovane del Grande Reich Nazista poi rivelatosi un agente delle SS convertito, Frank Frink, un operaio meccanico con il sogno di diventare un designer di gioielli, che nasconde le sue radici ebraiche e vive negli Stati Pacifici Giapponesi e Juliana Crain, una giovane donna residente anch'ella negli Stati Pacifici Giapponesi, fidanzata di Frank.
Joe lavora per l'Obergruppenführer John Smith: traccia i trasporti di un cinegiornale sovversivo che è stato bandito perché mostra un'ipotetica vittoria della Seconda guerra mondiale da parte degli Alleati. Juliana assiste impotente alla morte della sorella Trudy per mano della Kempeitai. Prima di morire Trudy, che fa parte della resistenza, consegna a Juliana un'altra copia del cinegiornale; Juliana si fa strada verso la Zona Neutrale per consegnare il film. Lungo la strada le vengono rubati i bagagli e tutto il denaro che aveva con sé. Joe e Juliana si incontrano nella Zona Neutrale, mentre Frank viene arrestato dall'ispettore Kido della polizia Kempeitai e potrebbe essere estradato nell'America Nazista dove, a causa delle sue origini ebraiche, verrebbe giustiziato. Nel frattempo il ministro del commercio giapponese Tagomi si incontra con Rudolph Wegener, un ufficiale nazista in missione segreta, sotto mentite spoglie, da Berlino.

## L'alba
- Titolo originale: Sunrise
- Diretto da: Daniel Percival
- Scritto da: Frank Spotnitz

### Trama
Nella Zona Neutrale Juliana si fa assumere da Lemuel Washington, proprietario del Canon City Diner. Lì incontra un uomo intento a realizzare origami e presume che sia il contatto di sua sorella nella resistenza. Joe, che ha visto una copia del film, ha anche appreso da Smith che il contatto è un agente del Sicherheitsdienst. In un incontro su una diga l'uomo tenta di uccidere Juliana, ma Joe interviene, contravvenendo ai suoi ordini, e Juliana uccide l'uomo. A New York, intanto, Smith sfugge a un attentato.
Negli Stati del Pacifico la sorella, il nipote e la nipote di Frank sono presi come ostaggio dagli agenti del Kempeitai per fare pressione su di lui, che resiste fino a quando la donna che aveva rubato la borsa di Juliana non viene arrestata. Frank viene quindi rilasciato, anche se è troppo tardi per salvare sua sorella, caduta con i figli vittima delle camere a gas giapponesi.

## La donna illustrata
- Titolo originale: The Illustrated Woman
- Diretto da: Ken Olin
- Scritto da: Thomas Schnauz e Evan Wright

### Trama
Frank medita la vendetta contro i giapponesi e pianifica l'uccisione di Akihito, principe ereditario dell'Impero giapponese. Nella Zona Neutrale, Juliana e Joe tentano di fuggire da Cañon City, inseguiti da un temibile cacciatore di taglie nazista chiamato "Sceriffo". Vengono aiutati da Lemuel Washington, il vero contatto di Trudy, che li porta nei boschi dove vengono circondati da un gruppo di resistenti che li costringe a consegnare i film. Rilasciati dalla resistenza, vengono ritrovati dallo Sceriffo, che attacca Juliana.

## Rivelazioni
- Titolo originale: Revelations
- Diretto da: Michael Rymer
- Scritto da: Thomas Schnauz e Jace Richdale

### Trama
Joe salva Juliana dallo Sceriffo, ma questi non demorde e Joe è costretto a rivelargli di essere una spia nazista. Juliana sfugge sulla statale; giunta abbastanza lontano, brucia la sua auto per confondere le piste. Lo Sceriffo, una volta trovata l'automobile, cade nel tranello e suppone che la donna sia morta in un incidente. Nel Grande Reich Nazista, Smith sospetta il capitano delle SS Conley di aver fornito informazioni alla resistenza per organizzare l'attentato contro di lui. Frank si procura una pistola e assiste al discorso del principe ereditario giapponese con l'intenzione di ucciderlo, ma all'ultimo un cecchino appostato spara su Akihito.

## La nuova normalità
- Titolo originale: The New Normal
- Diretto da: Bryan Spicer
- Scritto da: Rob Williams

### Trama
Il principe è trasportato in ospedale dopo l'attentato. Juliana ritorna a San Francisco, dove trova Frank fuori di sé che l'aggiorna sulle disgrazie che l'hanno colpito negli ultimi giorni. Joe, appena tornato a New York, viene prelevato da agenti della Gestapo e portato nell'ufficio di Smith, dove viene forzato a raccontare cos'è avvenuto a Canon City. Smith, soddisfatto, lo invita a pranzo a casa sua per il VA Day (Victory in America Day).

## Le tre scimmie
- Titolo originale: Three Monkeys
- Diretto da: Nelson McCormick
- Scritto da: Rob Williams

### Trama
Juliana è in cerca di spiegazioni sul cinegiornale e sulla morte di sua sorella. Si fa quindi impiegare, per conto della resistenza, dal ministro Tagomi. A casa di Smith il pranzo è interrotto da un messaggero che avverte l'Obergruppenführer delle attività di Wegener che ha fatto pervenire al ministro della scienza giapponese i piani dell'"ordigno Heisenberg" (la versione nazista della bomba atomica). Amico di gioventù, Smith va all'incontro di Wegener all'aeroporto e lo invita a cena per sondarlo. Alla fine della cena Wegener viene arrestato e nella notte Smith scopre Joe che rovista tra le sue carte.

## La verità
- Titolo originale: Truth
- Diretto da: Brad Anderson
- Scritto da: Emma Frost

### Trama
Juliana scopre che il suo patrigno lavora al ministero per i servizi segreti giapponesi, sotto la copertura di un normale lavoro da burocrate, e che è di fatto responsabile della morte di Trudy, sebbene creda di averla salvata. Tagomi scopre alcuni aspetti del passato di Juliana e le dà alcune indicazioni, affinché possa ritrovare il cadavere di sua sorella. Smith, sapendo che Joe gli ha mentito, lo interroga nuovamente sugli avvenimenti di Canon City e, pur smascherandolo, decide di affidargli una nuova missione. Juliana va nel luogo indicatole da Tagomi e trova una fossa comune e lì, tra gli altri corpi, riconosce quello della sorella. Quando rientra in città viene seguita da Joe, che nel frattempo è atterrato a San Francisco.

## La fine del mondo
- Titolo originale: End of the World
- Diretto da: Karyn Kusama
- Scritto da: Walon Green

### Trama
Juliana e Frank pianificano di lasciare gli Stati Pacifici, ma un incontro con Joe li riporta indietro. La spia nazista è alla ricerca di un nuovo cinegiornale che gli uomini della resistenza devono acquistare dalla yakuza. Lo scambio in realtà è un'imboscata della Kempeitai. Un medico rivela a Smith che il suo primogenito è affetto da una malattia degenerativa, la distrofia di Landouzy-Dejerine, e che dovrà essere eliminato per seguire le direttive del regime. Il dottore consegna il veleno a Smith e si impegna a non informare le autorità, lasciando a Smith la decisione su quando uccidere il ragazzo.

## Gentilezza
- Titolo originale: Kindness
- Diretto da: Michael Slovis
- Scritto da: Jace Richdale

### Trama
Smith scopre che Heydrich, il suo superiore, aveva organizzato l'attentato contro di lui e di conseguenza elimina il capitano Conley che gli era stato complice, mascherando l'assassinio da suicidio. Messo alle strette, Frank deve aiutare Joe a trovare la pellicola. Juliana e Frank proiettano il cinegiornale per scoprire una realtà alternativa o un futuro prossimo sorprendente: i resti di una San Francisco distrutta dalla bomba atomica e l'esecuzione di alcuni resistenti americani (tra i quali distinguiamo Frank) da parte di diversi soldati nazisti, tra cui Joe.

## Una via di fuga
- Titolo originale: A Way Out
- Diretto da: Daniel Percival
- Scritto da: Rob Williams

### Trama
Dopo la visione del film Frank e Juliana affrontano Joe, che non nega di essere un agente nazista, riesce a scappare col film e si reca all'ambasciata nazista a San Francisco, ma ben presto si rende conto che Heydrich gli ha preparato una trappola per ucciderlo. Ed, l'amico di Frank, viene catturato con la sua arma e accusato dell'omicidio del principe ereditario, benché l'ispettore Kido avesse già trovato il cecchino che aveva attentato alla vita del principe, un tedesco, e lo avesse ucciso senza arrestarlo formalmente e interrogarlo, per evitare una crisi fra le due potenze, che avrebbe inevitabilmente portato alla guerra.
Heydrich invia Wegener nel castello alpino del Führer affinché lo uccida. Questi, che ha appena terminato la visione di uno dei cinegiornali proibiti, lo affronta e l'incontro termina con il suicidio di Wegener, convinto dal Führer a evitare un tradimento che avrebbe portato alla dichiarazione di guerra nazista all'impero nipponico, con lo spargimento di sangue che ne sarebbe conseguito. Quando Heydrich risponde alla telefonata convenuta con Wegener e sente Hitler all'altro capo del telefono, Smith capisce che il piano di Heydrich è fallito, lo disarma e lo arresta.
Joe Blake, che era inseguito dalla resistenza, scappa su una nave diretta in Messico grazie a Juliana, che all'ultimo momento rifiuta di attirarlo nella trappola tesa dai suoi compagni, che lo avrebbero ucciso. Frank, che ha saputo dell'arresto di Ed, si reca negli uffici della Kempeitai per scagionarlo. Tagomi, con la collana di Juliana, si reca a Union Square per meditare e quando riapre gli occhi si ritrova in un 1962 alternativo, in cui gli Alleati hanno vinto la Seconda guerra mondiale e gli Stati Uniti, che stanno fronteggiando la crisi dei missili di Cuba, sono liberi dall'occupazione nippo-tedesca.